# Olmos de Esgueva
Olmos de Esgueva is een gemeente in de Spaanse provincie Valladolid in de regio Castilië en León met een oppervlakte van 24,80 km². Olmos de Esgueva telt 211 inwoners (1 januari 2016).

## Demografische ontwikkeling
Bron: INE, 1857-2011: volkstellingen